# Campeonato Nacional General Artigas
El Campeonato Nacional General Artigas (también denominado Copa Artigas, a pesar de que su formato no era tal) fue un torneo oficial disputado en tres ocasiones, en los años 1960, 1961 y 1962. 
Fue el primer intento de realizar  un campeonato que integrara a los equipos capitalinos y del interior del país, aunque no fue disputado por equipos de la Organización del Fútbol del Interior, sino que se optó por darle participación a las selecciones locales campeonas de las cuatro confederaciones que conforman la OFI.
Defensor se coronó campeón invicto en la primera edición al ganar once partidos y empatar dos. Los otros dos torneos fueron conquistados por Nacional, también de forma invicta.

## Sistema de disputa
El primer torneo en 1960 se disputó todos contra todos. En 1961 y 1962 se disputó en dos series, y luego hubo una definición final.

## Campeones de la Copa Artigas

### Títulos por año
| Año  | Campeón  | Resultado | Subcampeón | Sede de la final               | Notas                              |
| ---- | -------- | --------- | ---------- | ------------------------------ | ---------------------------------- |
| 1960 | Defensor | Liga      | Nacional   | Formato todos contra todos     | Primera edición y campeón invicto. |
| 1961 | Nacional | 4:1       | Danubio    | Estadio Centenario, Montevideo | Campeón invicto.                   |
| 1962 | Nacional | 2:0       | Defensor   | Estadio Centenario, Montevideo | Campeón invicto.                   |

### Títulos por equipo
| Equipo   | Títulos | Subtítulos | Años campeón | Años subcampeón |
| -------- | ------- | ---------- | ------------ | --------------- |
| Nacional | 2       | 1          | 1961, 1962   | 1960            |
| Defensor | 1       | 1          | 1960         | 1962            |
| Danubio  | –       | 1          |              | 1961            |